# Santa Águeda
Santa Águeda är en ort i Mexiko.   Den ligger i kommunen Pinal de Amoles och delstaten Querétaro Arteaga, i den centrala delen av landet, 210 km norr om huvudstaden Mexico City. Santa Águeda ligger 1 699 meter över havet och antalet invånare är 420.
Terrängen runt Santa Águeda är bergig västerut, men österut är den kuperad. Runt Santa Águeda är det ganska tätbefolkat, med 52 invånare per kvadratkilometer. Närmaste större samhälle är Jalpan, 17,1 km öster om Santa Águeda. I omgivningarna runt Santa Águeda växer i huvudsak blandskog.